# Підлужанська волость
Підлужа́нська во́лость, також Косто́пільська во́лость — адміністративно-територіальна одиниця Рівненського повіту Волинської губернії Російської імперії. Волосний центр — село Підлужне.
Станом на 1885 рік складалася з 22 поселень, 16 сільських громад. Населення — 9598 осіб (4717 чоловічої статі та 4881 — жіночої), 670 дворових господарства.
На межі ХІХ-ХХ століть центр волості було перенесено у містечко Костопіль, при цьому назву волості змінено на Костопільську. Також поселення Злазне та Ставок відійшли до Дераженської волості, натомість до Костопільської волості відійшло село Печалівка.

## Основні поселення волості
- Підлужне — колишнє власницьке село за 45 верст від повітового міста, 816 осіб, 74 двори; волосне правління; католицька каплиця, школа, постоялий будинок, 2 водяні млини, пивоварний завод. За 8 верст — смолоскипидарний завод. За 8 верст — колонія Старий Берестовець із молитовним будинком. За 8 верст — колонія Пісків із лютеранським молитовним будинком. За 12 верст — колонія Вулька-Головинська (Марцеліндорф)[2] із лютеранським молитовним будинком. За 12 верст — колонія Костопільська з лютеранським молитовним будинком. За 15 верст — колонія Маща (Марцелінгоф)[3] із лютеранським молитовним будинком.
- Головин — колишнє власницьке село, 713 осіб, 81 двір, 2 православні церкви, постоялий будинок.
- Злазна — колишнє власницьке село при річці Горинь, 1037 осіб, 102 двори, постоялий будинок.
- Космачів — колишнє власницьке село, 375 осіб, 36 дворів, православна церква, постоялий будинок, 2 водяні млини.
- Костопіль — колишнє власницьке містечко, 375 осіб, 47 дворів, єврейський молитовний будинок, 2 лавки, 2 водяні млини.
- Любаша — колишнє власницьке село, 400 осіб, 43 двори, православна церква, постоялий будинок, чавуноливарний та залізоробний заводи.
- Перемінка — колишнє власницьке село, 100 осіб, 16 дворів, постоялий будинок, лісопильний та чавуноливарний заводи.
- Пісків — колишнє власницьке село, 466 осіб, 49 дворів, православна церква, постоялий будинок.
- Ставок — колишнє власницьке село, 361 особа, 41 двір, православна церква, постоялий будинок.
- Янкевичі — колишнє власницьке село, 249 осіб, 31 двір, православна церква, постоялий будинок.

## Польський період
Костопільська волость отримала назву гміна Костополь і входила до Рівненського повіту Волинського воєводства.
31 грудня 1924 р. приєднані до Костопільської гміни вилучені з Тучинської гміни села Мале Сідлище, Юзефувка, Мала Любашка і Борщівка та колонії Груди, Анноваль, Крухи, Долганєц, Янішувка, Колбанє, Руденка і Майдан Руденський, а з Кустинської ґміни — колонії Дерманка і Хотинка та фільварок Хотинка.
1 січня 1925 року гміну вилучено з Рівненського повіту і включено до Костопільського.
Польською окупаційною владою на території гміни інтенсивно велася державна програма будівництва польських колоній і заселення поляками. На 1936 рік гміна складалася з 43 громад:
1. Олександрівка — колонія: Олександрівка;
2. Анноваль — колонії: Анноваль, Янишівка і Ковбаня;
3. Берестовець — село: Берестовець та колонія: Котівщина;
4. Берестовець — колонія: Берестовець та фільварок: Софіївка;
5. Борщівка — село: Борщівка, колонія: Борщівка та урочище: Зелена;
6. Брюшків — село: Брюшків;
7. Хмизопіль — колонія: Хмизопіль;
8. Хотенка — колонія: Хотенка;
9. Дерманка — колонія: Дерманка;
10. Довганець — колонія: Довганець;
11. Данчиміст — село: Данчиміст та хутір: Болдин;
12. Груди — колонія: Груди;
13. Головин — село: Головин, колонія: Вілька-Головинська та селище: Янова Долина;
14. Іполитівка — колонія: Іполитівка;
15. Янкевичі — село: Янкевичі;
16. Яснобір — колонія: Яснобір;
17. Юзефівка — село: Юзефівка;
18. Корчів'я — село: Корчів'я;
19. Космачів — село: Космачів;
20. Кургани — колонія: Кургани;
21. Крухи — колонія: Крухи;
22. Лісопіль — колонія: Лісопіль;
23. Липники — колонія: Липники;
24. Мала Любашка — село: Мала Любашка та фільварок: Мала Любашка;
25. Велика Любаша — село: Велика Любаша та урочище: Ощиха;
26. Мар'янівка — село: Мар'янівка;
27. Маща — колонія: Маща;
28. Пепків — село: Пепків, колонія: Броди та фільварок: Уланівка;
29. Пісків — село: Пісків;
30. Пісків — хутір: Пісків;
31. Пісків — колонія: Пісків;
32. Пілсудщина — селище: Пілсудщина;
33. Підлужне — хутір: Підлужне;
34. Пічоловка — село: Пічоловка, хутори: Пічоловка, Чортів і Довге та залізнична станція: Моквин;
35. Перемінка — село: Перемінка;
36. Плотечно — колонія: Плотечно;
37. Підлужжя — село: Підлужжя;
38. Рокитне — село: Рокитне;
39. Руденка — колонії: Руденка і Руденський Майдан;
40. Руда Підлужанська — село: Руда Підлужанська;
41. Малі Сідлищі — селище: Малі Сідлищі;
42. Малі Сідлищі — село: Малі Сідлищі;
43. Трубиця — колонія: Трубиця.

Після радянської анексії західноукраїнських земель гміна ліквідована у зв'язку з утворенням Костопільського району.